# Bunita Marcus
Bunita Marcus (* 5. Mai 1952 in Madison/Wisconsin) ist eine US-amerikanische Komponistin.

## Leben
Marcus spielte in ihrer Jugend Klavier und Bassklarinette und begann im Alter von dreizehn Jahren zu komponieren. Während ihres Studiums an der University of Wisconsin befasste sie sich mit instrumentaler und elektronischer Musik. 1981 erlangte sie den Ph.D. für Komposition an der University at Buffalo. Von der State University of New York erhielt sie ein Edgard-Varèse-Kompositionsstipendium. 2000 war sie Composer in Residence am California Institute of the Arts.
1976 lernte Marcus Morton Feldman kennen, mit dem sie bis zu dessen Tod 1987 eine enge berufliche Zusammenarbeit verband. Feldman widmete ihr 1985 ein Klavierstück, dem er den Titel For Bunita Marcus gab. Mit dem Maler Francesco Clemente produzierte sie von 1985 bis 1990 in New York die Serie Salon Concerts. Kompositionsaufträge erhielt sie u. a. vom Kronos Quartet, der Pianistin Aki Takahashi, dem New York State Council on the Arts und dem japanischen Quintett Sound Space Ark. Für ihre Kompositionen erhielt sie Preise des National Endowment for the Arts (Composer's Fellowship), der International Society of Contemporary Music, des New York State Council on the Arts und 1986 den Kranichsteiner Musikpreis.

## Werke
- Sacred Souls für Bassklarinette, Orchester und Tonband (2012)
- Beige and yellow, Duett für Kornett und Trompete (2011)
- Leah's Song für drei elektrische Gitarren (2011)
- Fanfare for Trumpet (2009)
- Music for Bound für Klavier mit zwei E-Bows (In Zusammenarbeit mit Elka Krajewska und Anthony McCall, 2008)
- Where is Jeff?, in Memory of Jeff Hoyer, für Bassklarinette, Cello, Trompete, zwei Klaviere, Glockenspiel, Vibraphon und Trommeln (2008)
- For Jeff Hoyer für zwei Klaviere (2007)
- Expeditions für zwei Klaviere (2007)
- Are you recording? für zwei Klaviere
- Improvisation Counter Points für zwei Klaviere (2007)
- Lullaby For Morton Feldman, für Klavier solo (2002)
- Music for daily life für Stimme
- Sugarcube, In Memory of John Cage für Klavier solo (1996)
- Manhattan Madness, Kurzfilm (1990)
- Imaginary Max für Tonband (1990)
- Ice Falling für Tonband (1990)
- Woman's Work für Schauspielerin mit Requisiten und Tonband (1990)
- Knife Facts für zwei Martial Artists, Messer und Requisiten (1990)
- Readings of a Political Nature für Sprecher (1990)
- Julia für Klavier solo (1989)
- But to fashion a Lullaby for you, In Memory of Morton Feldman, für Klavier solo (1988, 1998)
- Adam and Eva für Flöte, Geige, Cello, Klavier und zwei Perkussionisten (1987)
- Corpse and Mirror für Geige, 16 Gongs, Vibraphon und Kodo (1986)
- The Rugmaker, Streichquartett (1986)
- Lecture for Jō Kondō für Altflöte, Geige, Klavier, Perkussion und Sprechstimme (Text von David Shapiro, 1985)
- Sleeping Woman für Flöte, Geige und Klavier (1984)
- Music for Japan für Flöte, Klarinette, Harfe, Klavier und Perkussion (1983)
- Solo für Flöte solo (1982)
- Merry Christmas, Mrs. Whiting für Klavier solo (1981)
- Two Pianos and Violin (1981)
- Wolpe Variations für Klavier solo (1980)
- Untrammeled Thought für Cello und Klavier (1980)
- Dispersions für Klavier solo (1979)
- Oboe, Clarinet, Bass Clarinet, Trumpet, Trombone (1978)
- Apogee four für Flöte und Perkussion (1978)
- Apogee three für Soloklarinette (1977)
- Apogee two für Kontrabass und Perkussion (1977)
- Parent Terrain für Klarinette, Bassklarinette, Cello, Kontrabass und zwei Perkussionisten (1977)
- Apogee one für Gitarre solo (1976)
- Quintet für Klarinette, Bassklarinette und drei Perkussionisten (1976)
- Perhaps a Woman would know für Tonband, Tanz, Bläser, Perkussion, Schauspieler und Lyrik (1976)
- Visa für Tonband, Film, Folien und klassische Gitarre (1976)
- Tape Piece für Tonband (1975)
- Droum, In Memory of Leah Ginsberg für Sopran, Mezzosopran, Tenor, Flöte, Bassklarinette, Geige, Oboe, Gitarre und Perkussion (1975)
- 1975 für Synthesizer, Altsaxophon, Bassklarinette, Gitarre und Steel Drum (1975)
- Valentine für Solostimme (1974)
- The Sky is falling für Tonband (1974)